# Livia Medilanski
Livia Medilanski (* 1945 in Brașov als Livia Grama) ist eine ehemalige rumänisch-deutsche Trainerin in der Rhythmischen Sportgymnastik.

## Werdegang
Unter ihrem Geburtsnamen Livia Grama war sie 1968 als Rhythmische Sportgymnastin rumänische Meisterin. 1969 nahm sie an der Weltmeisterschaft teil. Sie studierte Sportwissenschaft und wurde rumänische Nationaltrainerin, 1970 führte sie Rumänien zum Gewinn der Balkanmeisterschaft. 1973 kam sie in die Bundesrepublik Deutschland, begann ihre Arbeit am Stützpunkt für Rhythmische Sportgymnastik in Wattenscheid, wo sie in den 1970er Jahren zeitweilig mit der ebenfalls aus Rumänien stammenden Mariana Christiansen zusammenarbeitete. Medilanski war 37 Jahre lang deutsche Nationaltrainerin, sie wurde als eine „der führenden Spezialistinnen in der Welt der Rhythmische Gymnastik“ bezeichnet. Der Internationale Turnverband verlieh ihr den Titel „Ausgewählte Welttrainerin“. Sie war ebenfalls niederländische Nationaltrainerin.
Zu den bekannten Sportlerinnen, die Medilanski betreute, gehörten Lena Asmus, Lisa Ingildejewa, Raissa Feldmann, Eugenia Ramisch, Regina Weber, Magdalena Brzeska, Edita Schaufler und Carmen Rischer.
Medilanski gründete den Deutsch-Rumänischen Verein „Atheneum e. V.“ und wurde dessen Vorsitzende. Im September 2016 wurde sie für ihre Verdienste um die deutsch-rumänischen Beziehungen mit dem rumänischen Verdienstorden „Meritul Cultural“ ausgezeichnet. Als Schriftstellerin veröffentlichte sie Gedichtbände und einen Roman.